# Diócesis de Quy Nhơn
La diócesis de Quy Nhơn (en latín: Dioecesis Quinhonensis y en vietnamita: Giáo phận Qui Nhơn) es una circunscripción eclesiástica de la Iglesia católica en Vietnam. Se trata de una diócesis latina, sufragánea de la arquidiócesis de Huế, que tiene al obispo Matthieu Nguyên Van Khôi como su ordinario desde el 30 de junio de 2012.

## Territorio y organización
La diócesis tiene 16 194 km² y extiende su jurisdicción sobre los fieles católicos de rito latino residentes en las provincias de Quảng Ngãi, Bình Định y Phú Yên.
La sede de la diócesis se encuentra en la ciudad de Quy Nhơn, en donde se halla la Catedral de la Asunción de María Virgen.
En 2020 en la diócesis existían 57 parroquias.

## Historia
El vicariato apostólico de Cochinchina fue erigido el 9 de septiembre de 1659, obteniendo el territorio de la diócesis de Macao.
El 2 de marzo de 1844 cedió una parte de su territorio para la erección del vicariato apostólico de Cochinchina Occidental (hoy arquidiócesis de Ho Chi Minh) y al mismo tiempo asumió el nombre de vicariato apostólico de Cochinchina Oriental.
El 27 de agosto de 1850 cedió otra porción de territorio para la erección del vicariato apostólico de Cochinchina Septentrional (hoy arquidiócesis de Huế).
El 3 de diciembre de 1924 asumió el nombre de vicariato apostólico de Quinhon en virtud del decreto Ordinarii Indosinensis de la Congregación de Propaganda Fide.
El 18 de enero de 1932 cedió una porción de su territorio para la erección del vicariato apostólico de Kontum (hoy diócesis de Kontum) mediante el breve Decessores Nostros del papa Pío XI.
El 5 de julio de 1957 cedió otra porción de su territorio para la erección del vicariato apostólico de Nha Trang (hoy diócesis de Nha Trang) mediante la bula Crescit laetissimo del papa Pío XII.
El 24 de noviembre de 1960, como resultado de la bula Venerabilium Nostrorum del papa Juan XXIII, el vicariato apostólico fue elevado a diócesis y tomó su nombre actual.
El 18 de enero de 1963 cedió otra porción de su territorio para la erección de la diócesis de Đà Nẵng mediante la bula Naturalis in vitae del papa Juan XXIII.

## Estadísticas
De acuerdo al Anuario Pontificio 2021 la diócesis tenía a fines de 2020 un total de 73 226 fieles bautizados.
| Año                                                                             | Población            | Población | Población      | Sacerdotes | Sacerdotes    | Sacerdotes    | Bautizados por sacerdote | Diáconos permanentes | Religiosos | Religiosos | Parroquias |
| Año                                                                             | Bautizados católicos | Total     | % de católicos | Total      | Clero secular | Clero regular | Bautizados por sacerdote | Diáconos permanentes | Varones    | Mujeres    | Parroquias |
| ------------------------------------------------------------------------------- | -------------------- | --------- | -------------- | ---------- | ------------- | ------------- | ------------------------ | -------------------- | ---------- | ---------- | ---------- |
| 1950                                                                            | 75 000               | 2 750 000 | 2.7            | 120        | 105           | 15            | 625                      |                      | 87         | 67         | 66         |
| 1969                                                                            | 96 125               | 1 913 372 | 5.0            | 80         | 68            | 12            | 1201                     |                      | 104        | 264        | 40         |
| 1979                                                                            | 50 160               | 2 380 000 | 2.1            | 48         | 45            | 3             | 1045                     |                      | 5          | 302        | 33         |
| 1990                                                                            | 42 500               | 2 400 000 | 1.8            | 44         | 40            | 4             | 965                      |                      | 14         | 261        | 39         |
| 2001                                                                            | 55 751               | 3 438 024 | 1.6            | 90         | 84            | 6             | 619                      |                      | 9          | 275        | 37         |
| 2002                                                                            | 61 027               | 3 438 024 | 1.8            | 75         | 69            | 6             | 813                      |                      | 6          | 297        | 37         |
| 2003                                                                            | 62 300               | 3 500 000 | 1.8            | 79         | 73            | 6             | 788                      |                      | 6          | 321        | 37         |
| 2004                                                                            | 62 520               | 3 604 039 | 1.7            | 70         | 64            | 6             | 893                      |                      | 6          | 315        | 36         |
| 2010                                                                            | 68 355               | 3 780 700 | 1.8            | 78         | 70            | 8             | 876                      |                      | 8          | 194        | 47         |
| 2014                                                                            | 71 615               | 3 812 000 | 1.9            | 99         | 85            | 14            | 723                      |                      | 14         | 230        | 50         |
| 2017                                                                            | 72 733               | 3 720 040 | 2.0            | 112        | 97            | 15            | 649                      |                      | 16         | 271        | 54         |
| 2020                                                                            | 76 114               | 3 771 790 | 2.0            | 123        | 106           | 17            | 618                      |                      | 19         | 296        | 57         |
| Fuente: Catholic-Hierarchy, que a su vez toma los datos del Anuario Pontificio. |                      |           |                |            |               |               |                          |                      |            |            |            |

## Episcopologio
- Pierre Lambert de la Motte, M.E.P. † (29 de julio de 1658-15 de junio de 1679 falleció)
- Guillaume Mahot, M.E.P. † (29 de enero de 1680-4 de junio de 1684 falleció)
  - Sede vacante (1684-1687)
- François Perez † (5 de febrero de 1687-20 de septiembre de 1728 falleció)
- Alexandre de Alexandris, B. † (20 de septiembre de 1728 por sucesión-10 de octubre de 1738 falleció)
  - Sede vacante (1738-1741)
- Arnaud-François Lefèbvre, M.E.P. † (6 de octubre de 1741-27 de marzo de 1760 falleció)
  - Sede vacante (1760-1762)
- Guillaume Piguel, M.E.P. † (29 de julio de 1762-21 de junio de 1771 falleció)
- Pierre-Joseph-Georges Pigneau de Béhaine, M.E.P. † (24 de septiembre de 1771-9 de octubre de 1799 falleció)
- Jean Labartette, M.E.P. † (9 de octubre de 1799 por sucesión-6 de agosto de 1823 falleció)
  - Sede vacante (1823-1827)
- Jean-Louis Taberd, M.E.P. † (18 de septiembre de 1827-31 de julio de 1840 falleció)
- Sant'Étienne-Théodore Cuenot, M.E.P. † (31 de julio de 1840 por sucesión-14 de noviembre de 1861 falleció)
  - Sede vacante (1861-1864)
- Eugène-Étienne Charbonnier, M.E.P. † (9 de septiembre de 1864-7 de agosto de 1878 falleció)
- Louis-Marie Galibert, M.E.P. † (23 de mayo de 1879-24 de abril de 1883 falleció)
- Désiré-François-Xavier Van Camelbeke, M.E.P. † (15 de enero de 1884-9 de noviembre de 1901 falleció)
- Damien Grangeon, M.E.P. † (21 de marzo de 1902-3 de marzo de 1929 renunció)
- Augustin-Marie Tardieu, M.E.P. † (10 de enero de 1930-12 de diciembre de 1942 falleció)
- Raymond-Marie-Marcel Piquet, M.E.P. † (11 de noviembre de 1943-5 de julio de 1957 nombrado vicario apostólico de Nha Trang)
  - Sede vacante (1957-1960)
- Pierre Marie Pham-Ngoc-Chi † (24 de noviembre de 1960-18 de enero de 1963 nombrado obispo de Đà Nẵng)
- Dominique Hoàng-van-Doàn, O.P. † (18 de enero de 1963-20 de mayo de 1974 falleció)
- Paul Huynh Dông Các † (1 de julio de 1974-3 de junio de 1999 retirado)
- Pierre Nguyên Soan (3 de junio de 1999-30 de junio de 2012 retirado)
- Matthieu Nguyên Van Khôi, por sucesión el 30 de junio de 2012